# Jantyik Mátyás
Jantyik Mátyás (Békés, 1864. május 10. – Békés, 1903. október 16.) magyar festőművész.

## Élete
1864-ben született Békésen régi, köztiszteletben álló polgárcsaládban. 1879-ben a hatodik gimnáziumi osztály befejezése után került Pestre, ahol Orlai Petrics Soma műtermében töltötte a nyarat. 1879 őszén került a Mintarajziskolába, ahol három évet töltött. A legkitűnőbb növendékek közé tartozott, többször részesült iskolai jutalmakban, sőt kiváló rajzolási tehetségének híre az iskola falain kívül is terjedni kezdett. A mintarajziskolai évek alatt lépett először a nyilvánosság elé, amikor rajzát az "Üstökös” huszonöt éves jubileuma alkalmához 1882. évf. 1. számában Szabó Endre közölte címlapon. Az ún. évzáró vizsgálati kiállításon látott művei alapján az itthon járó Munkácsy Mihály is felfigyelt rá, és meghívta Párizsba is. Első műveit, az impresszionizmus híveként, a párizsi Szalonban állíthatta ki. 1888-tól Békésen dolgozott, innen küldött rajzokat a „Vasárnapi Ujság”-ba a nagy békési árvízről, valamint más aktualitásokról. 1895-ben békési birtokán épített magának műtermet, de 1900-ban ismét a fővárosba költözött. 1902-ben még művészi impressziókban gazdag utazást tett Angliában, azonban egy évre rá, 1903-ban, 39 éves korában, vesebaja kioltotta életét. Békésen, a nevét viselő Jantyik Mátyás Múzeumban állandó kiállítás mutatja be tehetségét.
Rajzai megjelentek Az Osztrák–Magyar Monarchia Írásban és Képben című kiadványban is.

## Elismerései
- 1902 Lotz Károly-díj

## Főbb művei
- 1884 "Délben"

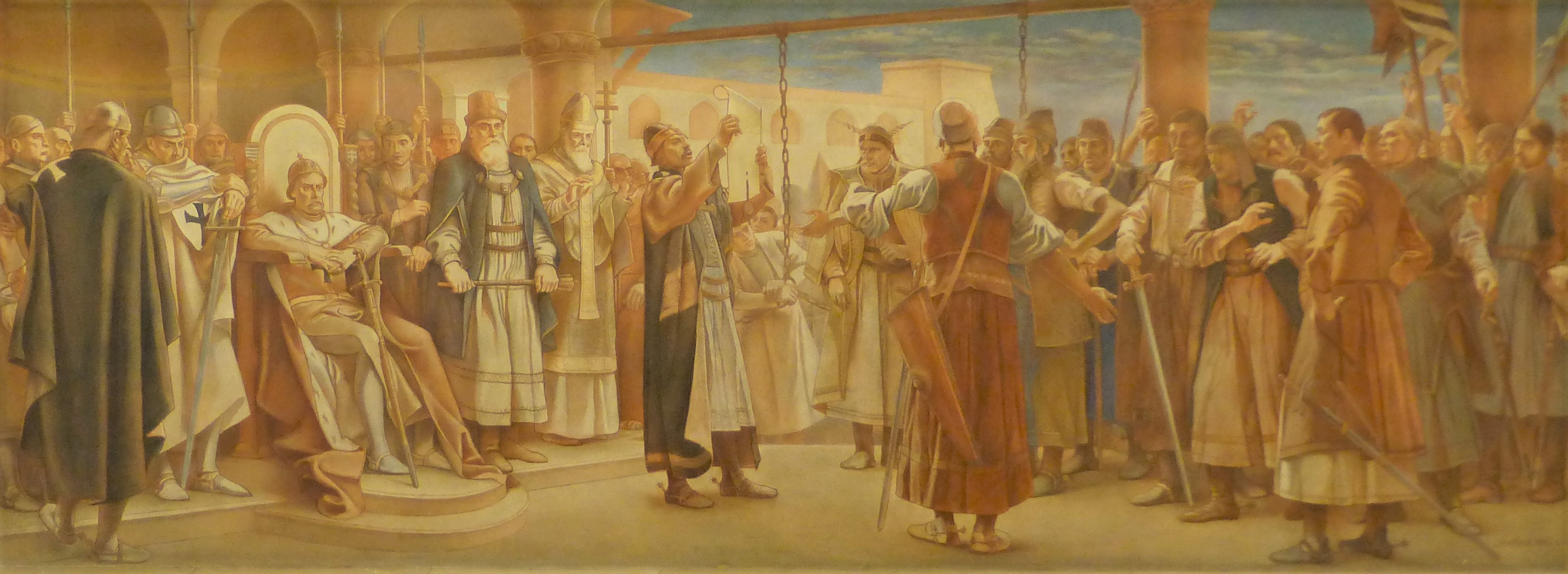
II. András kihirdeti az Aranybullát, Országház, 1901

- 1885 "Az itatóhoz", "Békési leány", "Tisztességes szándék"
- 1886 "Laokoon'"
- 1887 "Une téte de mendiant"
- 1888 "Mária Magdolna"
- 1896 "Szabadkának szab. kir. várossá nyilvánítása 1779-ben", Kossuth-arckép
- 1897 "Az eke mellett"
- 1898 "Az arany-bulla kihirdetése”, "Moriamur"
- 1899-ben a "Napszámos", "Bosporus mellől". Ez utóbbit több más keleti tárgyú képpel együtt, minők "Tököly sírja", "Konstantinápolyi utcarészlet", "Hannibál sírja" stb. még a törökországi és kisázsiai utazása alatt festette. "Búzaszentelés"
- 1901-ben az Országház Felsőházi üléstermében "Mária Terézia a pozsonyi országgyűlésen"
- 1901-ben az Országház Felsőházi üléstermében "II. András kihirdeti az Aranybullát"
- 1903-as "Krisztus a kereszten" (amelyen szenvedő önmagát is megjelenítette.)